# Birkin S3 Roadster
Birkin S3 Roadster — спортивный автомобиль британской компании Birkin Cars, Ltd., представляющий собой реплику знаменитого Lotus Seven.

## История
Основатель компании-производителя Джон Уотсон был большим поклонником классического Lotus Seven, но к тому времени производитель прекратил его производство. В начале 1980-х он разработал и построил свою версию Seven. Впервые автомобиль был представлен в 1983 на Южноафриканском Гран-При Формулы-1. В том же году первая партия S3 была представлена в салонах дилеров автомобиля.
Предприятие по производству Birkin S3 Roadster и комплектующих для кит-каров запустили в южноафриканском городе Пинетаун, позже автомобиль собирали и в других государствах, включая Великобританию и Австралию.

## Описание
Технически Birkin S3 Roadster представляет собой практически точную копию Lotus Seven третьей серии, то есть, спортивный автомобиль 1968 модельного года. Несущая конструкция кузова — пространственная рама из стальных труб, внешние кузовные панели являются алюминиевыми. Как и прототип, Birkin S3 Roadster рассчитан на перевозку двоих человек, на креслах присутствует только продольная регулировка, а крыша является складной.
Двигатель объёмом 1,6 литра развивает максимальную мощность в 115 л.с. и агрегатируется с 5-ступенчатой МКПП. Энерговооружённость Birkin S3 Roadster составляет 0,15 л.с/кг. Опционально возможна установка рядных четырёхцилиндровых двигателей Ford Zetec и Toyota 4AG.
С 80-х годов, компания Биркин расширилась в несколько раз, но при этом сохранила основное производство в Южной Африке. В настоящее время автомобили, через дилерскую сеть, продаются в США, Японии и Европе.
Birkin S3 Roadster производится как в виде готового автомобиля, так и в виде кит-кара, или в версии, омологированной для участия в любительских гонках.